# 小山雄太郎
小山 雄太郎（こやま ゆうたろう、1867年7月26日（慶応3年6月25日） - 1909年（明治42年）11月1日）は、日本の政治家、衆議院議員（1期）。

## 経歴
熊本県出身。熊本移民(資)会社を創立し、社長となる。また、九州新聞社を創設し、社長となった。
1898年の第5回衆議院議員総選挙において熊本1区から自由党公認で立候補して落選した。1903年の第8回衆議院議員総選挙において熊本県郡部から立憲政友会公認で立候補して当選した。衆議院議員を1期務め、1904年の第9回衆議院議員総選挙は不出馬。1911年に死去した。